# Lowry Bullemore
Lowry Roland Ernesto Bullemore Castro (Santiago de Chile, 15 de mayo de 1948) es un empresario chileno. Se desempeñó como alcalde de La Serena entre 1987 y 1989. Realizó sus estudios primarios y secundarios en el Colegio Inglés Católico de La Serena.
Fue propietario de la línea aérea chilena Aeroguayacán, que operó en la zona norte y centro del país desde el 3 de abril de 1981 y que realizaba principalmente vuelos entre La Serena y Santiago.
El 6 de mayo de 1986 fue designado alcalde de La Serena tras la renuncia de Eugenio Munizaga. Durante su gestión recibió importantes visitas en la comuna, como por ejemplo el papa Juan Pablo II y la Miss Universo Cecilia Bolocco, ambas en 1987. También realizó durante su estadía en la municipalidad serenense diversas gestiones a favor de Club de Deportes La Serena.
El 5 de octubre de 1989 dejó su cargo de alcalde, siendo subrogado por Juan Carlos Osses entre el 5 y el 16 de octubre, y desde dicha fecha por Adriana Peñafiel, quien se desempeñaba como secretaria municipal. Al mismo tiempo asumió como gobernador de la provincia de Elqui hasta el 11 de marzo de 1990, cuando fue sucedido por Carlos Yusta.